# Saint-Maur (Gers)
Saint-Maur (gaskognisch: Sent Maur) ist eine französische Gemeinde mit 136 Einwohnern (Stand 1. Januar 2022) im Département Gers in der Region Okzitanien (bis 2015 Midi-Pyrénées); sie gehört zum Arrondissement Mirande und zum Gemeindeverband Cœur d’Astarac en Gascogne. Die Bewohner nennen sich Saint-Mauriens/Saint-Mauriennes.

## Geografie
Saint-Maur liegt rund sieben Kilometer südwestlich von Mirande und 27 Kilometer südwestlich von Auch im Süden des Départements Gers. Die Gemeinde besteht aus Weilern, zahlreichen Streusiedlungen und Einzelgehöften. Der Fluss Osse bildet streckenweise die westliche Gemeindegrenze.
Nachbargemeinden sind Monclar-sur-Losse im Norden, Saint-Martin im Nordosten, Berdoues im Osten, Ponsampère im Südosten, Bazugues im Süden, Laas und Marseillan im Westen sowie Bars im Nordwesten.

## Geschichte
Im Mittelalter lagen Saint-Maur und Soules in der Vogtei Moncassin innerhalb der Grafschaft Astarac in der historischen Landschaft Gascogne und teilten deren Schicksal. Der Ort war einst ein Wallfahrtszentrum rund um ein heute verschwundenes Benediktinerkloster. Saint-Maur und Soules gehörten von 1793 bis 1801 zum District Mirande. Seit 1801 sind Saint-Maur und Soules dem Arrondissement Mirande zugeteilt und gehörten von 1793 bis 2015 zum Wahlkreis (Kanton) Mirande. Die Gemeinde besteht in der heutigen Form erst seit 1822. Damals vereinigte sich die damalige Gemeinde Saint-Maur (1821: 194 Einwohner) mit der Gemeinde Soules (1821: 187 Einwohner) zur heutigen Gemeinde.

## Bevölkerungsentwicklung
Die Einwohnerentwicklung ist typisch für eine französische Landgemeinde. Normal sind die Entwicklungen zwischen 1793 und 1821 mit einem starken Wachstum und die starke Landflucht ab 1876. Nach einem Tiefpunkt im Jahr 1975 folgten zwei Wachstumsphasen zwischen 1975 und 1982 und seit 1990.
| Jahr                       | 1962 | 1968 | 1975 | 1982 | 1990 | 1999 | 2006 | 2011 | 2020 |
| Einwohner                  | 136  | 132  | 89   | 111  | 103  | 111  | 121  | 129  | 136  |
| Quellen: Cassini und INSEE |      |      |      |      |      |      |      |      |      |

## Sehenswürdigkeiten
- Kirche Saint-Maur
- Madonnenstatue
- drei Wegkreuze
- Denkmal für die Gefallenen[3]
- Denkmal für am 8. Juni 1944 gefallene Mitglieder der Résistance

## Verkehr
Die Route nationale 21 durchquert die Gemeinde. Der Ort Saint-Maur liegt an der D505. Eine wichtige regionale Verbindung ist die Straße nach Süden Richtung Bazugues und Ponsampère.